# Alkalibeständigkeit
Als alkalibeständig wird ein Metall oder ein Stoff bezeichnet, der sich in keiner oder fast keiner Base auflöst oder von ihr angegriffen wird.
Viele Metalle, insbesondere Gold und Platin, aber auch korrosionsfeste Metalle wie Wolfram, sind alkalibeständig, da sich bei ihnen im Kontakt mit Laugen (z. B. Natronlauge) an der Oberfläche eine schützende Schicht ausbildet, wodurch sie passiviert sind. Anschließend können sie nicht mehr weiter korrodieren und sich daher auch nicht auflösen.